# The Weavers of Life
The Weavers of Life è un cortometraggio muto del 1917 diretto da Edward Warren che fu anche produttore del film.

## Produzione
Il film fu prodotto dalla Edward Warren Productions. Durante le riprese, venne usato il titolo di lavorazione Love and Ambition.

## Distribuzione
Il film uscì nelle sale cinematografiche USA nel novembre 1917.